# Diócesis de Impfondo
La diócesis de Impfondo (en latín: Dioecesis Impfondensis y en francés: Diocèse de Impfondo) es una circunscripción eclesiástica de la Iglesia católica en República del Congo. Se trata de una diócesis latina, sufragánea de la arquidiócesis de Owando. Desde el 12 de diciembre de 2019 su obispo es Daniel Nzika.

## Territorio y organización
La diócesis tiene 66 044 km² y extiende su jurisdicción sobre los fieles católicos de rito latino residentes en el departamento de Likouala. 
La sede de la diócesis se encuentra en la ciudad de Impfondo, en donde se halla la Catedral de Nuestra Señora.
En 2021 en la diócesis existían 10 parroquias.

## Historia
La prefectura apostólica de Likouala fue erigida el 30 de octubre de 2000 con la bula De universa catholica del papa Juan Pablo II, obteniendo el territorio de la diócesis de Ouesso.
El 11 de febrero de 2011, en virtud de la bula Cum Servus Dei del papa Benedicto XVI, la prefectura apostólica fue elevada a diócesis y asumió su nombre actual.
Originalmente sufragánea de la arquidiócesis de Brazzaville, pasó a formar parte de la provincia eclesiástica de Owando el 30 de mayo de 2020.

## Estadísticas
Según el Anuario Pontificio 2022 la diócesis tenía a fines de 2021 un total de 87 000 fieles bautizados.
| Año                                                                             | Población            | Población | Población      | Sacerdotes | Sacerdotes    | Sacerdotes    | Bautizados por sacerdote | Diáconos permanentes | Religiosos | Religiosos | Parroquias |
| Año                                                                             | Bautizados católicos | Total     | % de católicos | Total      | Clero secular | Clero regular | Bautizados por sacerdote | Diáconos permanentes | Varones    | Mujeres    | Parroquias |
| ------------------------------------------------------------------------------- | -------------------- | --------- | -------------- | ---------- | ------------- | ------------- | ------------------------ | -------------------- | ---------- | ---------- | ---------- |
| 2000                                                                            | 21 000               | 72 000    | 29.2           | 9          | 3             | 6             | 2333                     |                      | 6          | 2          | 6          |
| 2001                                                                            | 21 000               | 72 000    | 29.2           | 7          | 3             | 4             | 3000                     |                      | 5          | 8          | 6          |
| 2002                                                                            | 20 000               | 75 000    | 26.7           | 9          | 5             | 4             | 2222                     |                      | 5          | 9          | 6          |
| 2003                                                                            | 55 000               | 195 000   | 28.2           | 8          | 4             | 4             | 6875                     |                      | 6          | 12         | 6          |
| 2004                                                                            | 50 000               | 175 000   | 28.6           | 8          | 4             | 4             | 6250                     |                      | 4          | 12         | 6          |
| 2010                                                                            | 75 000               | 255 000   | 29.4           | 14         | 9             | 5             | 5357                     |                      | 8          | 15         | 8          |
| 2012                                                                            | 78 300               | 274 000   | 28.6           | 16         | 10            | 6             | 4893                     |                      | 9          | 15         | 9          |
| 2013                                                                            | 80 200               | 281 000   | 28.5           | 16         | 11            | 5             | 5012                     |                      | 5          | 15         | 9          |
| 2016                                                                            | 86 383               | 301 623   | 28.6           | 15         | 9             | 6             | 5758                     |                      | 8          | 13         | 9          |
| 2019                                                                            | 93 300               | 325 800   | 28.6           | 18         | 15            | 3             | 5183                     |                      | 6          | 12         | 10         |
| 2020                                                                            | 85 000               | 334 270   | 25.4           | 19         | 16            | 3             | 4474                     |                      | 8          | 12         | 10         |
| 2021                                                                            | 87 000               | 342 300   | 25.4           | 16         | 16            |               | 5437                     |                      | 4          | 12         | 10         |
| Fuente: Catholic-Hierarchy, que a su vez toma los datos del Anuario Pontificio. |                      |           |                |            |               |               |                          |                      |            |            |            |

## Episcopologio
- Jean Gardin, C.S.Sp. (30 de octubre de 2000-12 de diciembre de 2019 retirado)
- Daniel Nzika, desde el 12 de diciembre de 2019